# Микки и тюлень
«Микки и тюлень» — короткометражный мультфильм, созданный Уолтом Диснеем в 1948 году. Был номинирован на премию Оскар за анимационный короткометражный фильм, но проиграл мультфильму Тома и Джерри «Маленький сиротка», который получил один из семи премий Оскара для серии «Том и Джерри». Это был 122-й короткометражный фильм из серии мультфильмов о Микки Маусе, и второй, снятый в том году.

## Сюжет
Микки Маус посещает выставку тюленей в зоопарке. Он заставляет тюленей выполнять трюки, кормя их рыбой. Один молодой тюлень убегает с выставки и попадает в корзину Микки. Микки забирает корзину домой, где Плуто выпрашивает еду. Когда Микки ставит корзину, Плуто заглядывает в корзину, но ласты тюленя бьют его по носу. Плуто пытается рассказать Микки, что произошло, но Микки не может его понять. Пока это происходит, тюлень вырывается из корзины, и Плуто преследует его, но его голова застревает внутри корзины. Плуто устраивает беспорядок на кухне. Микки прогоняет Плуто из дому.
Когда Микки идет в ванную, чтобы принять ванну, он не замечает, как тюлень запрыгивает в ванную прямо перед ним. Микки случайно моет тюленя, а не себя. Позже Плуто подходит к окну и снова пытается сказать Микки о тюлене, но Микки закрывает штору.
Несмотря на приказ Микки оставаться снаружи, разъяренный Плуто врывается в ванную комнату, а затем пытается атаковать тюленя после того, как Микки знакомит его с ним. Микки хочет сделать тюленя домашним животным, но передумывает, понимая, что это не понравится Плуто. После возвращения на выставку тюлень всем рассказывает о Микки и Плуто. Когда Микки приходит домой, он и Плуто обнаруживают, что все тюлени переехали в их дом.

## Роли озвучивали
- Джимми Макдональд в роли Микки Мауса
- Пинто Колвиг в роли Плуто и Солти[4]

## Выпуск
- 1948 — театральный выпуск
- 1956 — Диснейленд, серия 3.11: «Дома с Дональдом Даком» (ТВ)
- 1968 — «Прекрасный мир красок» Уолта Диснея, серия № 15.11: «Юбилейное шоу Микки Мауса»
- c. 1983 — Доброе утро, Микки!, серия #38 (ТВ)
- 1983 — «Классика мультфильмов: лучшее от Диснея 1931—1948 годов» (VHS)
- 1988 — «Классика мультфильмов: Специальное издание» (VHS)
- c. 1992 — Следы Микки Мауса, серия #45 (ТВ)
- c. 1992 — Атака шарлатана Дональда, серия #36 (ТВ)
- 1998 — «Дух Микки» (VHS)
- c. 2000 — Телевидение Уолта Диснея (ТВ)
- 2002 — Мышиный домик, серия 2.9: «Король Ларри приходит» (ТВ)
- 2004 — «Микки Маус в живом цвете, том второй» (DVD)
- 2006 — «Забавная фабрика с Микки» (DVD)
- 2009 — Смейтесь!, серия #1 (ТВ)
- 2010 — «Смейтесь! Том первый» (DVD)